# Kodé-Mendé
Kodé-Mendé, également typographié Kodémendé, est une commune située dans le département de Kando de la province de Kouritenga dans la région du Centre-Est au Burkina Faso.

## Éducation et santé
Kodé-Mendé accueille un centre de santé et de promotion sociale (CSPS) tandis que le centre médical (CM) se trouve à Pouytenga.